# F. Jörg Haberland
Frank Jörg Haberland (* 23. September 1958 in Berlin) ist ein deutscher bildender Künstler.

## Biografie
Nach der Flucht der Familie von Ost- nach West-Berlin im Jahr 1962 wuchs F. Jörg Haberland in Schleswig-Holstein auf. Er studierte Freie Kunst an der HfbK Hamburg bei  Fritz Seitz und Michael Lingner, an der Norwich University of the Arts und an der Muthesius Kunsthochschule in Kiel bei Jan Koblasa, wo er mit Diplom abschloss. Gleichzeitig studierte er Literatur- und Sprachwissenschaften an der Universität Kiel.
1986 gründete er mit Studenten der Muthesius Hochschule die Kieler Produzentengalerie Prima Kunst. Von 2010 bis 2012 war er Vizepräsident der Münchner Secession. Seit 2000 lebt Haberland in München.
Haberlands Arbeiten behandeln sprachliche und bildhauerische Elemente als gleichwertige ästhetische Mittel. Großskulpturen aus Stein, Stahl und anderen Materialien, verbunden mit Inschriften („one size fits all“, „WTC memorial sculpture“), aus Stein oder Edelstahl gebildeten Worten („stack“) oder gefüllt mit Buchstabennudeln („Babylon“) erinnern an Konzeptuelle Kunst, besitzen aber auch Elemente der Konkreten Kunst („Kreis“) und Land-art.

## Preise und Stipendien
- 1989: DAAD-Erasmus-Stipendium für die Norwich School of Art, UK
- 1991: Projektstipendium Schleswig-Holsteinisches Kultusministerium für USA
- 1991: Visiting lecturer am College of the Arts, University of South Florida, Tampa, USA
- 1994: Jahresstipendium Künstlerhaus Lauenburg
- 1994: Landesschaupreis des BBK Schleswig-Holstein
- 2004–2007: Atelierförderprogramm Bayerisches Staatsministerium für Wissenschaft und Kunst

## Werke
- "Meldorfer Schwung", Stadt Meldorf
- Sammlung der Münchner Secession im Lenbachhaus, München
- Mappenwerke in der Grafischen Sammlung, Kunsthalle zu Kiel
- Sammlung Meisinger, Aichach
- Staatskanzlei Schleswig-Holsteinische Landesregierung, Kiel
- Skulpturenpark Stromovka, České Budějovice, Tschechien
- Skulpturenpark Deštné v Orlických horách, Tschechien
- Vicelin-Kirche, Norderstedt